# Rio Fieru (Olt)
O Rio Fieru é um rio da Romênia, afluente do Olt, localizado no distrito de Harghita.